# Zalamea de la Serena
Zalamea de la Serena est une commune d’Espagne, dans la province de Badajoz, communauté autonome d'Estrémadure.

## Personnalités
- José María Gil Tamayo (1957-), évêque d'Avila.